# الأدب الإليزابيثي

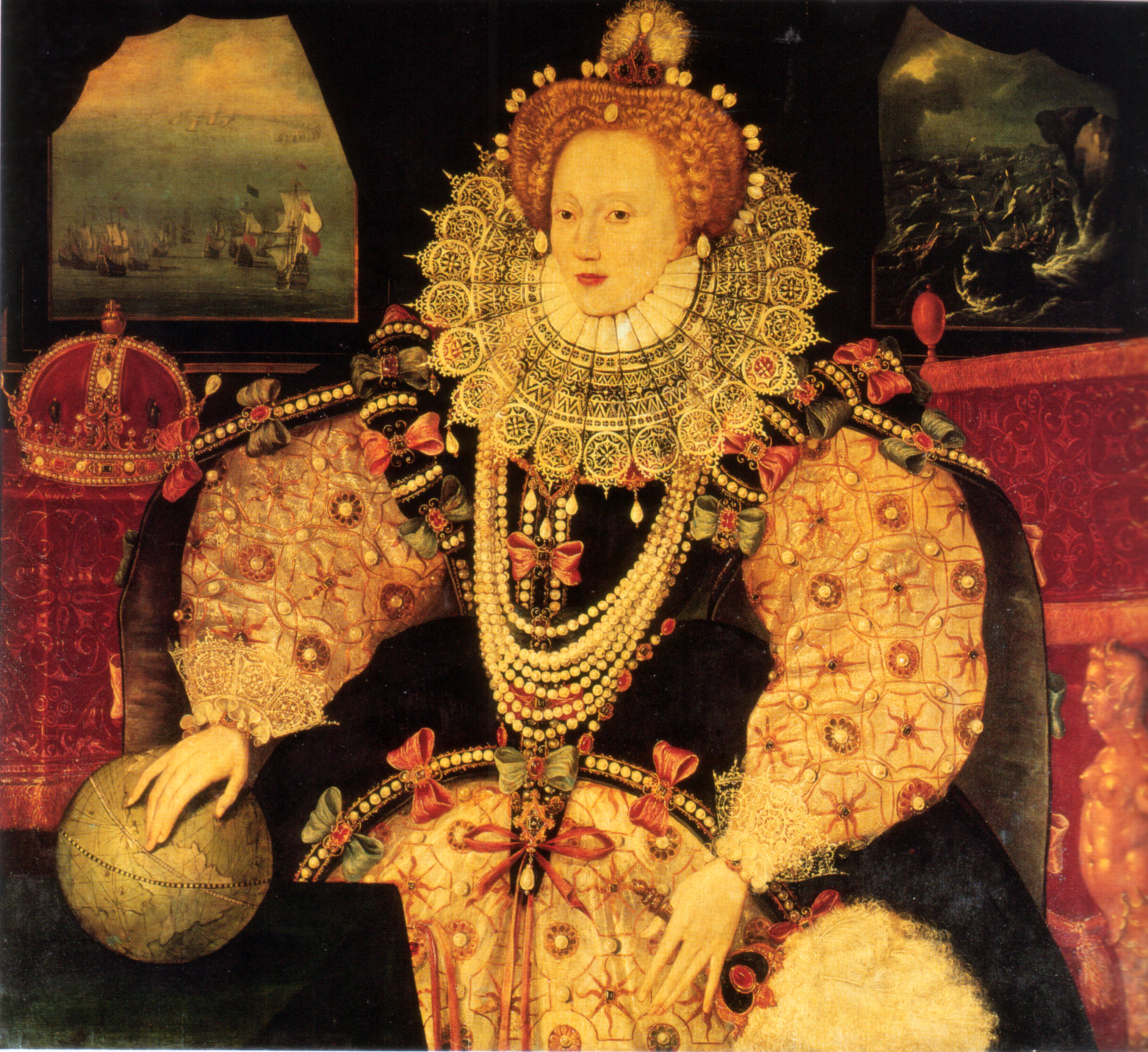
بورتريه إليزابيث الأولى ملكة إنجلترا.

يشير الأدب الإليزابيثي إلى  الأعمال التي أنتجت في عهد الملكة إليزابيث الأولى (1558-1603)، وهو من أعظم عصور الأدب الإنجليزي.
قادت إليزابيث الأولى ثقافة قوية شهدت إنجازات ملحوظة في الفنون، ورحلات الاكتشاف، و«تسوية إليزابيث الدينية» التي نتج عنها كنيسة إنجلترا، وإحباط التهديدات العسكرية من إسبانيا.
خلال فترة حكمها، أنتجت ثقافة، مركزها لندن، سواء بشكل نخبوي أوشعبي، وشعرًا ودراما عظيمة. تجمع المسرحيات الإنجليزية بين تأثير المسرح في العصور الوسطى مع إعادة اكتشاف الدراما الرومانية في عصر النهضة، سينيكا، والتراجيديا، والكوميديا. كانت إيطاليا مصدرًا مهمًا لأفكار عصر النهضة في إنجلترا والعالم اللغوي، وجلب المعجمي جون فلوريو (1553-1625)، الذي كان والده إيطاليًا، وهو مرشد لغوي ملكي في محكمة جيمس الأول، الكثير من اللغة والثقافة الإيطالية إلى إنجلترا. وترجم أعمال مونتين من الفرنسية إلى الإنجليزية.

## النثر
اثنان من أهم كتاب النثر الإليزابيثيين هما جون ليلي (1553 أو 1554-1606) وتوماس ناش (15 نوفمبر-1601). ليلي كاتب إنجليزي، وشاعر، ومؤلف درامي ومسرحي، وسياسي، اشتهر بكتابه «يوفيويز: شرح الكياسة» (1578) و«يوفيويز وإنجلترا خاصته» (1580). يُعرف ليلي بأسلوبه الأدبي المنمق، الذي ظهر في كتبه الأولى، باسم (اليوفيويزية). يجب أيضًا النظر إلى ليلي وتذكره على أنه صاحب تأثير أساسي على مسرحيات ويليام شكسبير، وخاصة الكوميديا الرومانسية منها. مسرحية ليلي «تحول الحب» لها تأثيرًا كبيرًا على فيلم «عذاب الحب الضائع»، و«جلازيا» هي مصدر محتمل للمسرحيات الأخرى.
قدم ناش بعضًا من أعظم المنشورات الإنجليزية الإليزابيثية؛ كان كاتبًا مسرحيًا وشاعرًا وساخرًا، اشتهر بروايته «المسافر سيء الحظ». كان جورج بوتينهام (1529-1590) كاتبًا وناقدًا أدبيًا في القرن السادس عشر. يعتبر بشكل عام مؤلف الكتيب المؤثر في الشعر والخطابة: «فن الشعر» (1589).

## الشعر
كان للأدب الإيطالي أثر هائل على شعر توماس وايات (1503–1442)، أحد أوائل شعراء عصر النهضة الإنجليزية. كان مسؤولًا عن العديد من الابتكارات في الشعر الإنجليزي، وإلى جانب هنري هوارد، استقدم إيرل سوري (1516 / 1517–47) السوناتة من إيطاليا إلى إنجلترا في أوائل القرن السادس عشر. كان هدف وايات المعلن هو اختبار اللغة الإنجليزية، لجعلها متحضرة، وتحسين مواطن قوتها حتى مستوى جيرانها. وفي حين أن قدرًا كبيرًا من إنتاجه الأدبي يتكون من ترجمة وتقليد سوناتات الشاعر الإيطالي بترارك، كتب أيضًا سوناتات خاصة به. استعار وايات موضوعاته من سوناتات بترارك، لكن مخططات القافية أظهرت تحولًا كبيرًا. تتألف سوناتات بترارك من «أوكتاف»، على نظم (أبا أبا)، يليه، منعطف (فولتا)، بمعنى أنه يستخدم نظم العديد من مخططات القوافي، لكن قصائده لم تنته أبدًا بمربع شعري على القافية. يستخدم وايات الأوكتاف البتراركي، لكن مخططه الأكثر شيوعًا هو نظام (cddc ee)، ويمثل ذلك بداية السوناتة الإنجليزية بثلاثة رباعيات ومربع شعري ختامي.
اتسم الشعر الإنجليزي في أواخر القرن السادس عشر بتطوير اللغة والتلميح الواسع للأساطير الكلاسيكية. أهم شعراء هذا العصر هم إدموند سبنسر والسير فيليب سيدني. وأنتجت إليزابيث نفسها، وهي نتاج إنساني لعصر النهضة، شعر مناسباتي مثل: «عند رحيل السيد» و«شكوك أعداء المستقبل».
كان إدموند سبنسر (حوالي 1552–1599) أحد أهم شعراء هذه الفترة، مؤلف كتاب «ملكة الجن» (1590 و1596)، وقصيدة ملحمية ورمز خيالي تحتفي بسلالة تيودور وإليزابيث الأولى. من الأعلام الأخرى السير فيليب سيدني (1554–1686) الشاعر الإنجليزي والجندي وواحد من ضمن الحاشية الملكية، ويُذكر بأنه أحد أبرز الشخصيات في العصر الإليزابيثي. من ضمن أعماله: «أستروفِل وستيلا» و «دفاعًا عن الشعر» و«كونتيسة أركاديا». وأصبحت القصائد المخصصة للموسيقى كأغنيات، مثل توماس كامبيون (1567-1620)، شعبية، إذ انتشر الأدب على نطاق أوسع بين الأسر.
بسط شكسبير أيضًا السوناتة الإنجليزية، ما أدخل تغييرات كبيرة على نموذج بترارك.

### تغيرات المرجعية
في حين أن مرجعية عصر النهضة في الشعر الإنجليزي في القرن السادس عشر كانت دائمة التغير، ففي أواخر القرن العشرين فقط بذلت جهود منسقة لتحدي المرجعية. الأسئلة التي لم يكن من الضروري حتى طرحها، مثل المكان الذي يجب فيه وضع قيود على الفترات الزمنية، وما هي المناطق الجغرافية الواجب تضمينها، وما هي الأنواع الواجب تضمينها، وما هي أنواع الكتاب والكتب الواجب تضمينها، هي أسئلة محورية الآن.
الأقطاب الرئيسية في المرجعية الإليزابيثية هي إدموند سبنسر، والسير فيليب سيدني، وكريستوفر مارلو، وويليم شكسبير، وبن جونسون. وكانت هناك محاولات قليلة لتغيير هذه القائمة الطويلة لأن الأهمية الثقافية لهؤلاء الخمسة كبيرة لدرجة أن إعادة التقييم على أساس الجدارة الأدبية لا تتيح إبعادهم عن المنهاج. كان لإدموند سبنسر تأثير كبير على شعر القرن السابع عشر، وهو الإنجليزي صاحب التأثير الأساسي على جون ميلتون.
في القرن الثامن عشر، نشط الاهتمام بالشعر الإليزابيثي من خلال منحة توماس وارتون وآخرين.
في بداية القرن التاسع عشر، كان لشعراء البحيرة وغيرهم من الرومانسيين قراء كثر في عصر النهضة. ومع ذلك، تشكلت مرجعية عصر النهضة في الفترة الفيكتورية، بمختارات مثل «الخزانة الذهبية للأغاني». وقُدمت فكرة تمثيلية إلى حد ما عن المرجعية الفيكتورية في كتاب السير آرثر كويلر كوش: أوكسفورد للشعر الإنجليزي (1919). وقصائد هذه الفترة كانت أغاني بصرف النظر عن الأسماء الكبيرة، كالرواد مثل السير توماس وايات وإيرل سوري، وقصائد لكتاب آخرين في هذه الفترة. ومع ذلك، فمؤلفو العديد من القصائد مجهولون. بعض القصائد، مثل تحريض توماس ساكفيل « مرآة القضاة»، كانت تحظى بتقدير كبير (وبالتالي في المرجعية) ولكنها حُذفت من المختارات باعتبارها غير غنائية.
في القرن العشرين، كانت مقالات ت. س. إليوت العديدة حول الموضوعات الإليزابيثية تهتم بشكل أساسي بالمسرح الإليزابيثي، لكنه حاول أيضًا إحياء الشعراء المنسيين لفترة طويلة، مثل السير جون ديفيز، الذي دافع عن قضيته في مقال في ملحق التايمز الأدبي في عام 1926 (أعيد نشره في كتاب «عن الشعر والشعراء»  1957).
اقترح الناقد الأمريكي إيفور وينترز في عام 1939، مرجعية بديلة للشعر الإليزابيثي. في هذه المرجعية، استبعد الممثلين المشهورين لمدرسة بترارك الشعرية، الممثلة بالسير فيليب سيدني وإدموند سبنسر، وبدلاً من ذلك، لفت النظر إلى حركة معادية للأسلوب البتراركي، والتي يزعم أنه أُغفل واُنتقص من قيمتها. كان أقل أعضاء الحركة تقديرًا هو جورج جاسكوين (1525-1577)، الذي يستحق أن يكون من بين... ستة أو سبعة أعظم شعراء القصيدة الغنائية في القرن، وربما أعلى. وكان الأعضاء الآخرون هم السير والتر رالي (1552-1618)، وتوماس ناش (1567–1601)، وبرنابي غوغي (1540–1594)، وجورج توربيرفيل (1540–1610).

سمة من سمات هذه الحركة هي أن القصيدة
«عادةً ما يكون الموضوع واسعًا وبسيطًا وواضحًا، ويتجه نحو الحكمة، لكنه يكون موضوعًا ذو أهمية إنسانية؛ شعور مقيد إلى الحد الأدنى المطلوب في الموضوع، وهو خطاب مقيد، يستخدم فيه الشاعر خطابه كوسيلة لتوضيح الأمر مقتصدًا قدر الإمكان، لا تجميل الخطابة من أجل مصلحته الخاصة مثل المدرسة البتراركية. تتضمن المدرسة أيضًا ميلًا قويًا نحو التصريح بالأقوال».
أيد كل من إليوت ووينترز هذه المرجعية. قرب نهاية القرن العشرين، انتُقدت المرجعية القائمة، لا سيما من قبل أولئك الذين يرغبون في توسيعها لتشمل، على سبيل المثال، المزيد من النساء الكاتبات.